# Armand Charles Guilleminot
Armand Charles Guilleminot (2. maj 1774 i Dunkerque - 14. marts 1840 i Baden-Baden) var en fransk greve og general.
I 1790 blev han soldat og deltog i Hertugdømmet Brabants opstand mod Østrig, hvornæst han 1792 indtrådte i fransk tjeneste. Her forrettede han først tjeneste i Dumouriez' stab, og senere tjente han under Pichegru og derefter som adjutant hos Moreau. Hans forhold til denne sidste foranledigede hans fjernelse fra hæren indtil 1806, da Napoleon af hensyn til Guilleminots topografiske udmærkede kundskaber udnævnte ham til adjutant. I 1808 blev han stabschef i Bessières' korps, udmærkede sig i kampen ved Medina del Rio-Seco, og forfremmedes til brigadegeneral. Under felttoget 1812 forrettede han tjeneste som generalstabsofficer, indlagde sig særlig fortjeneste i slaget ved Borodino og udmærkede sig 1813 i kampene ved Lützen og Bautzen, slog svenskerne ved Dessau og viste ikke ringe dygtighed ved Hanau. Samme.år forfremmedes han til divisionsgeneral. Ved Napoleons tilbagekomst fra Elba sluttede han sig igen til ham, førte en division under Ney ved Quatre-Bras, blev generalstabschef hos Davout og medundertegnede Paris' kapitulation. Efter krigen blev han chef for det topografiske korps og regulerede Frankrigs grænse mod Schweiz. Som generaldirektør for krigsdepotet udkastede han planen for felttoget i Spanien 1823 og ledede dette under hertugen af Angoulème. Han udnævntes til pair og blev 1824 gesandt i Konstantinopel, hvor han udøvede ikke ringe indflydelse, virkede for Grækenlands sag og søgte at ophidse Tyrkiet mod Rusland. I 1831 kaldtes han tilbage og var 1839 formand i en til grænsereguleringen ved Rhinen nedsat kommission. Han har udgivet Campagne de 1823, exposé sommaire des mesures administratives (1826).